# Văn Yên
Văn Yên là một huyện thuộc tỉnh Yên Bái, Việt Nam.

## Địa lý
Huyện Văn Yên nằm ở phía tây bắc tỉnh Yên Bái, có tọa độ địa lý 104º23'Đ đến 104º23'Đ và từ 21º50'30"B đến 22º12'B, có vị trí địa lý:
- Phía đông giáp các huyện Lục Yên, Trấn Yên, Yên Bình
- Phía tây giáp huyện Mù Cang Chải và huyện Văn Bàn, tỉnh Lào Cai
- Phía nam giáp huyện Văn Chấn
- Phía bắc giáp huyện Bảo Yên, tỉnh Lào Cai.

Thị trấn Mậu A là trung tâm kinh tế, chính trị, văn hóa, xã hội của huyện. Với lợi thế về vị trí nằm trên tuyến đường sắt Yên Bái – Lào Cai nối Côn Minh (Trung Quốc), tuyến tỉnh lộ 151 Yên Bái – Khe Sang, đường thủy sông Hồng và đường cao tốc Nội Bài – Lào Cai.

## Hành chính
Huyện Văn Yên có 25 đơn vị hành chính cấp xã trực thuộc, bao gồm thị trấn Mậu A (huyện lỵ) và 24 xã: An Bình, An Thịnh, Châu Quế Hạ, Châu Quế Thượng, Đại Phác, Đại Sơn, Đông An, Đông Cuông, Lâm Giang, Lang Thíp, Mậu Đông, Mỏ Vàng, Nà Hẩu, Ngòi A, Phong Dụ Hạ, Phong Dụ Thượng, Quang Minh, Tân Hợp, Viễn Sơn, Xuân Ái, Xuân Tầm, Yên Hợp, Yên Phú, Yên Thái.

## Lịch sử
Huyện Văn Yên được thành lập ngày 16 tháng 12 năm 1964 theo Quyết định số 177-CP của Hội đồng Chính phủ trên cơ sở tách 6 xã: Châu Quế Hạ, Châu Quế Thượng, Đông An, Lâm Giang, Lang Thíp, Phong Dụ thuộc huyện Văn Bàn (nay thuộc tỉnh Lào Cai) và 19 xã: An Bình, Đại Đồng, Đại Sơn, Đoàn Kết, Đông Cuông, Đồng Tâm, Hoàng Thắng, Mậu A, Mậu Đông, Minh Đông, Mỏ Vàng, Nhất Trí, Quang Minh, Xuân Ái, Xuân Lợi, Yên Hợp, Yên Hưng, Yên Phú, Yên Thành thuộc huyện Trấn Yên.
Ngày 17 tháng 2 năm 1965, Bộ Nội vụ ra Quyết định số 44-NV chia xã Phong Dụ thành 3 xã: Phong Dụ Thượng, Phong Dụ Hạ và Xuân Tầm.
Ngày 3 tháng 4 năm 1965, Bộ Nội vụ ra Quyết định số 125 đổi tên 5 xã: xã Đoàn Kết thành xã Ngòi A, xã Yên Thành thành xã Yên Thái, xã Đồng Tâm thành xã Tân Hợp, xã Đại Đồng thành xã Đại Phác, xã Nhất Trí thành xã Viễn Sơn.
Ngày 16 tháng 2 năm 1967, Bộ trưởng Bộ Nội vụ ra Quyết định số 52-NV chia xã Đại Phác thành 2 xã: Đại Phác và An Thịnh.
Ngày 2 tháng 3 năm 1973, Bộ trưởng Phủ Thủ tướng ra Quyết định số 12-BT, giải thể xã Xuân Lợi, sáp nhập các thôn của xã này vào xã Mỏ Vàng và xã Đại Sơn; giải thể xã Minh Đông, sáp nhập các thôn của xã này vào xã An Bình và xã Đông Cuông.
Sau năm 1975, huyện Văn Yên thuộc tỉnh Hoàng Liên Sơn, bao gồm 26 xã: An Bình, An Thịnh, Châu Quế Hạ, Châu Quế Thượng, Đại Phác, Đại Sơn, Đông An, Đông Cuông, Hoàng Thắng, Lâm Giang, Lang Thíp, Mậu A, Mậu Đông, Mỏ Vàng, Ngòi A, Phong Du Hạ, Phong Du Thượng, Quang Minh, Tân Hợp, Viễn Sơn, Xuân Ái, Xuân Tầm, Yên Hợp, Yên Hưng, Yên Phú và Yên Thái.
Ngày 11 tháng 1 năm 1986, chia xã Mỏ Vàng thành 2 xã: Mỏ Vàng và Nà Hẩu.
Ngày 12 tháng 2 năm 1987, chuyển xã Mậu A thành thị trấn Mậu A (thị trấn huyện lỵ huyện Văn Yên).
Ngày 12 tháng 8 năm 1991, huyện Văn Yên trở lại thuộc tỉnh Yên Bái vừa tái lập.
Ngày 1 tháng 2 năm 2020, sáp nhập xã Hoàng Thắng vào xã Xuân Ái và sáp nhập xã Yên Hưng vào xã Yên Thái.
Huyện Văn Yên có 1 thị trấn và 24 xã như hiện nay.

## Kinh tế - xã hội
Các khu và cụm công nghiệp trọng điểm của huyện:
- Khu công nghiệp phía bắc Văn Yên của tỉnh Yên Bái (thuộc xã Đông Cuông) nằm trên trục đường Yên Bái - Khe Sang. Có đường điện 35 KV đi qua trung tâm khu công nghiệp. Nguồn nước tự nhiên được lấy từ sông Hồng (khu công nghiệp nằm giáp bờ sông Hồng)
- Cụm công nghiệp phía tây cầu Mậu A (cụm công nghiệp của huyện) nằm trên trục đường Quy Mông - Đông An. Có đường điện 35 KV đi qua trung tâm, nguồn nước tự nhiên được lấy từ sông Hồng.
- Cụm công nghiệp thôn Toàn An, xã Đông An (cụm công nghiệp của huyện) nằm trên trục đường Yên Bái - Khe Sang. Có đường điện 35 kV đi qua. Nguồn nước tự nhiên được lấy từ sông Hồng.

Đặc biệt Văn Yên có cây Quế, là loài cây cho giá trị kinh tế cao. Những người dân Văn Yên nơi đây lấy cây Quế làm loại cây trồng chủ yếu. So với chất lượng quế trên cả nước thì quế Văn Yên đứng thứ 2 sau quế Quảng Bình. Văn Yên còn có Đền Đông Cuông.

## Dân số
Toàn huyện có 12 dân tộc trong đó có các dân tộc chủ yếu sau: Kinh, Tày, Dao, Hmông,...
Huyện Văn Yên có diện tích 1.390,34 km², dân số năm 2019 là 129.679 người, mật độ dân số đạt 93 người/km².
Huyện Văn Yên có diện tích 1.390,8 km², dân số thường trú năm 2023 là 134.306 người, mật độ dân số đạt 96 người/km².

## Văn hóa
Đông Cuông là một ngôi đền nổi bật của huyện Văn Yên. Đền nằm ở xã Đông Cuông, huyện Văn Yên. Đền còn có tên gọi là đền thờ thần Vệ quốc vì ngoài mẫu Thượng Ngàn, đền còn thờ các vị có công chống giặc Nguyên - Mông thế kỷ XIII, đó là một số tướng người dân tộc địa phương. Khu vực này còn có miếu thờ Đức ông ở phía hữu ngạn sông Hồng. Xung quanh khu vực đền Đông Cuông, các nhà khảo cổ đã phát hiện nhiều di vật thuộc văn hóa Sơn Vi (hậu kỳ đá cũ).

### Đặc sản
Quế Văn Yên được cho là giống quế tốt nhất Việt Nam, có hàm lượng tinh dầu cao thứ 2 ở Việt Nam (sau quế Trà My), đã được bảo hộ chỉ dẫn địa lý. Diện tích trồng quế ở Văn Yên lên tới 16 nghìn hecta.